# 勇気のしるし
「勇気のしるし〜リゲインのテーマ〜」（ゆうきのしるし リゲインのテーマ）は、時任三郎が1989年11月22日にEPIC/SONY RECORDSから牛若丸三郎太名義で発売したシングル。

## 解説
三共の栄養ドリンク「リゲイン」のCMソング。
オリコンシングルランキングTOP10に入り、累計で60万枚以上を売り上げた。
歌詞に登場する「24時間戦えますか」のキャッチコピーは著名であり、後年ではバブル景気期を象徴するCMソング・フレーズとして扱われる事が多い。
『歌のトップテン』でもTOP10入りするが、時任三郎は「鞍馬山で修行中」との理由で出演辞退した。
周囲からの「一度は生歌で聴きたい」という声に押され、『夜のヒットスタジオSUPER』にて突如現れ、牛若丸三郎太として一回限り出演して生歌を披露した。
1990年に高木完、工藤昌之（K.U.D.O.）らによる同曲のリミックスバージョン「勇気のしるし〜リゲインのテーマ〜（鞍馬山クラブ・ミックスRADIO EDIT）」がシングル発売されている。
三共は2012年4月19日にリゲイン発売24周年企画「Regain Rejapan プロジェクト」を開始し、新たに歌詞を書き下ろした「勇気のしるし2012年バージョン」がCMソングに使用された。渡哲也、石塚英彦、貫地谷しほりをはじめ一般人を含む総勢112名が歌唱した。
2014年7月1日にサントリーフーズからタイアップドリンク「リゲイン エナジードリンク」が発売され、CMでは本曲の替え歌が放送された。歌は川本真琴が担当、映像はすみれが『うる星やつら』のラムに扮して登場している。

## 収録曲
1. 勇気のしるし〜リゲインのテーマ〜
作詞：黒田秀樹／作曲・編曲：近藤達郎
2. 勇気のしるし〜リゲインのテーマ〜［カラオケ］